# 洋川街道
洋川街道，原为洋川镇，是中华人民共和国贵州省遵义市绥阳县下辖的一个乡镇级行政单位。2018年撤镇设街道。区划代码改为520323001。

## 行政区划
洋川街道下辖以下地区：
东街社区、西街社区、北街社区、南街社区、天台社区、红五社区、桑木村、兴隆村会、民兴村、民丰村、雅泉村、东山村、诗乡门村和团山村。